# Ahasverus advena
El escarabajo foráneo de los granos (Ahasverus advena) es una especie de coleóptero de la familia Silvanidae.

## Descripción
Mide de 2 a 3 mm, la forma del cuerpo es aplanada con pelos cortos en el dorso, de color marrón rojizo uniforme, pronoto ancho, antenas cortas y élitros con filas de puntos. Este escarabajo puede volar.

## Distribución y hábitat
Se distribuye por todo el mundo. Su hábitat es cualquier lugar húmedo donde se puedan desarrollar hongos, moho o musgo, que es de donde se proveerá de alimento. Es común que aparezca en depósitos de granos con humedad y en espacios domésticos como sótanos. 

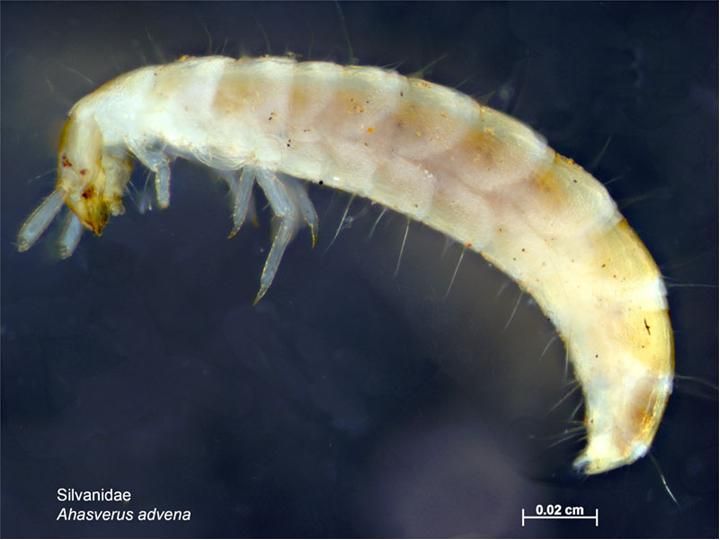
Ahasverus advena, larva